# گابریل گارسیا مارکز
گابریل خوزه گارسیا مارکِز (اسپانیایی: Gabriel José García Márquez‎؛ ۶ مارس ۱۹۲۷ – ۱۷ آوریل ۲۰۱۴) رمان‌نویس، نویسنده، روزنامه‌نگار، ناشر و فعال سیاسی کلمبیایی بود. او بین مردم کشورهای آمریکای لاتین با نام گابو یا گابیتو (برای محبوبیت) مشهور بود و پس از درگیری با رئیس دولت کلمبیا و تحت تعقیب قرار گرفتن، در مکزیک زندگی می‌کرد. مارکز برنده جایزه نوبل ادبیات در سال ۱۹۸۲ بود. او را بیش از سایر آثارش به خاطر رمان صد سال تنهایی چاپ ۱۹۶۷ می‌شناسند که یکی از پرفروش‌ترین کتاب‌های جهان در سبک رئالیسم جادویی است.
مارکز در کتاب‌های خود به بررسی نظام‌های وحشت و ترور و توصیف کامل حکومت‌هایی می‌پردازد که برای زندگی و حرمت شهروندان هیچ ارزشی قائل نیستند. او تلاش می‌کند درد و رنج قربانیان دیکتاتوری را شرح دهد. اما هرگز نمی‌تواند وحشت واقعی قربانیان را نشان دهد.

## آغاز زندگی
گابریل خوزه گارسیا مارکز در ۶ مارس ۱۹۲۷ در آراکاتاکا در شمال کلمبیا زاده شد و نزد پدربزرگ و مادربزرگش بزرگ شد. وی در بوگاتا پایتخت کلمبیا به مدرسه رفت و به زودی به نوشتن روی آورد. به تشویق خانواده به تحصیل حقوق پرداخت. اما به زودی دریافت که روح و روان او تنها با نوشتن و ادبیات آرام می‌گیرد. او بعدها در نخستین کتاب خاطرات خود با عنوان زنده‌ام که روایت کنم نوشت که دوران کودکی سرچشمه الهام همه داستان‌های وی بوده‌است. او تحت تأثیر پدربزرگ خود که شخصیتی آزادی‌خواه بود و در هر دو جنگ داخلی کلمبیا شرکت کرده بود، آگاهی سیاسی پیدا کرد. مارکز از سال‌های جوانی در نیمه دهه ۱۹۴۰ به حرفه روزنامه‌نگاری پرداخت و در کنار گزارش‌های واقعی، نخستین داستان‌های کوتاه خود را منتشر کرد.

## نویسندگی
او در سال ۱۹۴۱ اولین نوشته‌های خود را در روزنامه‌ای به نام Juventude که مخصوص شاگردان دبیرستانی بود منتشر کرد. او در سال ۱۹۴۷ به تحصیل رشتهٔ حقوق در دانشگاه بوگوتا پرداخت و هم‌زمان با روزنامه آزادیخواه ال‌اسپکتادور به همکاری پرداخت. در همین روزنامه بود که گزارش داستانی سرگذشت یک غریق را به صورت پاورقی چاپ شد.
گارسیا مارکز که به شدت تحت تأثیر ویلیام فالکنر، نویسنده آمریکایی، بود، نخستین کتاب خود را در ۲۳ سالگی منتشر کرد که از سوی منتقدان با واکنش مثبتی روبرو شد.

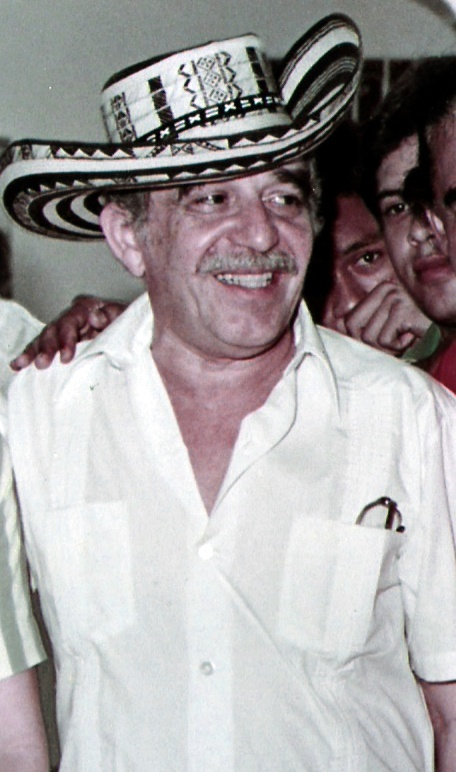
مارکز در سال ۱۹۸۴

در سال ۱۹۵۴ به عنوان خبرنگار ال‌اسپکتادور به رم و در سال ۱۹۵۵ پس از بسته شدن این روزنامه به پاریس رفت. در سفری کوتاه به کلمبیا در سال ۱۹۵۸ با نامزد خود مرسدس بارچا در سیزده سالگی تقاضای ازدواج کرد. آنها بیش از نیم قرن با یکدیگر زندگی کردند و بخش اعظم این سال‌ها را در مکزیک گذراندند. بین سال‌های ۱۹۵۵ تا ۱۹۶۱ به چند کشور بلوک شرق و اروپایی سفر کرد و در سال ۱۹۶۱ برای زندگی به مکزیک رفت.
گارسیا مارکز یکی از نویسندگان پیشگام سبک ادبی رئالیسم جادویی بود. اگرچه نمی‌توان همه آثار او را در این سبک طبقه‌بندی کرد. او در سال ۱۹۶۵ شروع به نوشتن رمان صد سال تنهایی کرد و آن را در سال ۱۹۶۷ به پایان رساند.
«وقتی سال‌ها بعد سرهنگ آئورلیانو بوئندیا در برابر دستهٔ سربازانی که قرار بود او را اعدام کنند ایستاده بود، بعدازظهر دوری را به یاد آورد که پدرش او را برای کشف یخ برده بود.» با این جملهٔ شگفت‌انگیز و گیرا دنیای صد سال تنهایی شکل می‌گیرد که بسیاری آن را دل‌انگیزترین رمان سده بیستم می‌دانند.
صد سال تنهایی در بوینس آیرس منتشر شد و به موفقیتی بزرگ و چشمگیر رسید. به عقیدهٔ بیشتر منتقدان شاهکار او به‌شمار می‌رود. او در سال ۱۹۸۲ برای این رمان، برندهٔ جایزه نوبل ادبیات شد. بنیاد نوبل در بیانه خود او را «شعبده باز کلام و بصیرت» توصیف کرد.
ایده اولیه برای نوشتن نخستین فصل کتاب صد سال تنهایی در سال ۱۹۶۵ وقتی که مشغول رانندگی به سمت آکاپولکو در مکزیک بود به ذهنش رسید. همه نسخه‌های چاپ اول صد سال تنهایی به زبان اسپانیایی در همان هفته اول به فروش رفتند. در ۳۰ سالی که از نخستین چاپ این کتاب گذشت بیش از ۳۰ میلیون نسخه از آن در سراسر جهان به فروش رفت و به بیش از ۳۰ زبان ترجمه شد. مارکز در سال ۱۹۷۰ کتاب سرگذشت یک غریق را در بارسلون چاپ کرد و در همان سال به وی پست سفارت (کنسولگری؟) کلمبیا در اسپانیا پیشنهاد داده شد. اما او این پیشنهاد را رد کرد و سفری طولانی به مدت ۲ سال را در کشورهای کارائیب آغاز کرد. در طول این مدت کتاب داستان باورنکردنی و غم‌انگیز ارندیرای ساده‌دل و مادربزرگ سنگدل‌اش را نوشت که جایزه رومولوگایه گوس بهترین رمان را بدست آورد. وی سپس دوباره به اسپانیا برگشت تا روی دیکتاتوری فرانسیسکو فرانکو از نزدیک مطالعه کند که حاصل این تجربه رمان پاییز پدرسالار بود.
گابریل گارسیا مارکز در سال ۱۹۸۲ جایزه ادبی نوبل را دریافت کرد و بنیاد نوبل در بیانه خود او را «شعبده باز کلام و بصیرت» توصیف کرد. همه داستان‌های وی به نثری نوشته شده‌اند که از نظر گوناگونی و جاذبه غریبشان فقط می‌توان آن‌ها را با کارناوال‌های آمریکای جنوبی مقایسه کرد.
از آثار مارکز به خاطر نثر غنی آن در منتقل کردن تخیلات سرشار نویسنده به خواننده ستایش شده‌است. اما برخی از منتقدان، آثار او را اغراقی آگاهانه و توسل به افسانه و مسائل فراطبیعی برای گریز از ناآرامی و خشونت‌های جاری در کلمبیای آن دوران می‌دانند.

## دیدگاه و کنش سیاسی
مارکز در اوایل دهه ۸۰ به کلمبیا برگشت. ولی با تهدید ارتش کلمبیا دوباره به همراه همسر و دو فرزندش برای زندگی به مکزیک رفت. ناآرامی و خشونت‌های سیاسی، خانواده به عنوان یک عنصر وحدت‌بخش، ترکیب آن با شور مذهبی و باور به فراطبیعت روی هم رفته سبک ادبی شاخص مارکز را تشکیل می‌دهند. آثار وی نظیر پدرسالار یا ژنرال در هزارتوی خود به خوبی تقویت انگیزه‌های سیاسی او در واکنش به تشدید خشونت در کشورش کلمبیا را نشان می‌دهند. او پس از نوشتن مقاله‌ای در مخالفت با دولت کلمبیا به اروپا تبعید شد. وقتی که کتاب غیر داستانی سفر مخفیانه میگل لیتین به شیلی را در سال ۱۹۸۶ نوشت حکومت دیکتاتوری ژنرال پینوشه ۱۵ هزار نسخه از آن را در آتش سوزاند. او به نوشتن آثاری که گرایش به جناح چپ در آن مشهود بود ادامه داد.
او با فرانسوا میتران رئیس‌جمهور سوسیالیست فرانسه در دهه ۱۹۸۰ دوستی نزدیکی داشت و مدت‌ها نیز از دوستان نزدیک و حتی نماینده فیدل کاسترو رهبر پیشین کوبا بود. گارسیا مارکز به دلیل دفاع از حکومت فیدل کاسترو که از نگاه گروه کثیری از روشنفکران و نویسندگان به مرور به یک رژیم خودکامه بدل شده بود وارد بحث‌های تندی شد که یکی از نمونه‌های برجسته آن مجادله او با سوزان سونتاگ نویسنده معروف آمریکایی بود. او به خاطر دفاع از حکومت کوبا مدتی حق ورود به آمریکا را نداشت. دولت آمریکا بعدها در تصمیم خود تجدید نظر کرد و مارکز بارها برای معالجه سرطان غدد لنفاوی به کالیفرنیا سفر کرد. او به مداخلات آمریکا در جنگ ویتنام و شیلی انتقاد می‌کرد. به‌رغم این انتقادها بیل کلینتون و فرانسوا میتران رؤسای جمهور پیشین آمریکا و فرانسه از جمله دوستان گابریل گارسیا مارکز بودند.
او در سال ۱۹۹۹ رسماً مرد سال آمریکای لاتین شناخته شد و در سال ۲۰۰۰ مردم کلمبیا با ارسال طومارهایی خواستار پذیرش ریاست جمهوری کلمبیا توسط مارکز بودند که وی نپذیرفت.

## سال‌های پایانی
در سال‌های پایانی زندگی و به مرور زمان خلاقیت و توان نویسندگی مارکز رو به کاهش گذاشت. او برای نوشتن کتاب خاطرات روسپیان غمگین من چاپ ۲۰۰۴ حدود ده سال وقت صرف کرد. او در ژانویه ۲۰۰۶ اعلام کرد که دیگر تمایل به نوشتن را از دست داده‌است. میراث او مجموعه بزرگی از کتاب‌های داستانی و غیرداستانی است که با پیوند دادن افسانه و تاریخ در آن هر چیز ممکن و باورکردنی می‌نماید. همه داستان‌های وی به گونه‌ای نوشته شده‌اند که از نظر گوناگونی و جاذبه غریبشان فقط می‌توان آنها را با کارناوال‌های آمریکای جنوبی مقایسه کرد. آخرین اثری که از او منتشر شد، کتابی به عنوان نیامدم که سخنرانی کنم است که ۲۲ سخنرانی او را در بر می‌گیرد که به مناسبت‌های گوناگون در سراسر جهان ایراد کرده است.
پزشکان در سال ۲۰۱۲ اعلام کردند که مارکز به بیماری آلزایمر مبتلا شده‌است.

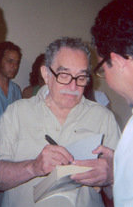
در حال امضا دادن گارسیا مارکز به هواداران در هاوانا

## درگذشت
گابریل گارسیا مارکز، در ۱۷ آوریل ۲۰۱۴ در سن ۸۷ سالگی در خانه خود در مکزیکو سیتی درگذشت. دو سال پیش از مرگ، برادر گابریل گارسیا مارکز اعلام کرد او از بیماری فراموشی (دمانس) رنج می‌برد و دیگر نمی‌نویسد. جسد وی فردای آن روز در روز آدینه در مکزیکوسیتی سوزانده شد، بخشی از خاکستر جسد وی به کلمبیا زادگاهش منتقل شد.

### واکنش‌ها
- خوان مانوئل سانتوس، رئیس‌جمهوری کلمبیا در تجلیل از گابریل گارسیا مارکز در توییتر خود نوشت: «هزار سال تنهایی و غم، به خاطر مرگ بزرگ‌ترین کلمبیایی در سراسر تاریخ.»

رئیس‌جمهوری کلمبیا همچنین در یک سخنرانی تلویزیونی فرمان سه روز عزای عمومی داد. پرچم‌های این کشور نیز در این سه روز نیمه‌افراشته بودند.
- انریکه پنیا نیتو، رئیس‌جمهوری مکزیک، در توییتر خود نوشت: «گابریل گارسیا مارکز در کلمبیا به دنیا آمد، اما او ده‌ها سال متوالی مکزیک را به عنوان میهن‌اش برگزید و زندگی ما را پربارتر کرد.»
- باراک اوباما، رئیس‌جمهور ایالات متحده: «با مرگ او جهان یکی از آینده‌نگران بزرگ خود را از دست داد. او از دوران کودکی من تاکنون یکی از محبوب‌ترین نویسندگان برایم بوده‌است.»
- بیل کلینتون: «افتخار می‌کنم که بیش از ۲۰ سال با او دوستی داشتم و ذهن درخشان گابریل گارسیا مارکز و قلب بزرگ او را می‌شناختم.»
- ژوزه مانوئل باروزو، رئیس کمیسیون اتحادیه اروپا: «گابریل گارسیا مارکز صدای آمریکای جنوبی بود که به صدای جهان ما تبدیل شد.»
- شکیرا، ترانه‌سرا، رقصنده و خواننده بزرگ پاپ کلمبیایی: «سخت است؛ به تو بدرود گفتن سخت است. تو بخشنده بودی و همه چیز به ما بخشیدی.»
- جیمز فرانکو، هنرپیشه ۳۵ ساله آمریکایی در توییتر خود نوشت: «"صد سال تنهایی"− گابریل گارسیا مارکز، هرگز آن را فراموش نخواهیم کرد.»
- میا فارو، هنرپیشه ۶۹ ساله آمریکایی در توییتر با نوشته‌ی: «در صلح بیارام!» اندوه خود را بیان داشت.
- رُز مک‌گوآن، هنرپیشهٔ ۴۰ ساله آمریکایی در توییتر نوشت: «واژه‌های او مرا به مکان‌های جادویی کشاند.»
- خوآنِس خواننده ۴۱ ساله کلمبیایی در توییتی نوشت: «"بزرگترین" رفت "ولی یک اسطورهٔ جاودان برجای ماند".»
- ایزابل آلنده، نویسنده اهل شیلی: «او مهم‌ترین نویسنده آمریکای جنوبی در سراسر تاریخ بود.»[۸]

## در ایران
بهمن فرزانه در سال ۱۳۵۴ با ترجمه صد سال تنهایی گابریل گارسیا مارکِز را به کتاب خوانان ایرانی معرفی کرد. این کتاب با استقبال زیادی روبرو شد و نویسنده آن در ایران به محبوبیت فراوان رسید.
تقریباً همه آثار داستانی مارکز و بیشتر آنها بیش از یک بار به فارسی ترجمه و منتشر شده‌اند. برخی از داستان‌های او مانند رمان عشق در سالهای وبا» با سانسور به بازار آمده و صحنه‌های اروتیک آن حذف شد. خوانندگان ایرانی آثار مارکز را دنبال می‌کنند و برخی نویسندگان به تأثیر از سبک واقع‌گرایی جادویی منسوب به او کتاب می‌نویسند.
آخرین کتاب‌های مارکز در حوزه رمان روسپی‌های غمزده من (باز هم با حذف برخی از صحنه‌ها) و خودزندگی‌نامهٔ او به عنوان زیستن برای نوشتن آخرین کارهایی هستند که از مارکز در ایران منتشر شده‌اند.

### رمان‌ها
| سال انتشار | نام کتاب                | به زبان اسپانیایی                 | مترجم فارسی    | ترجمه فارسی                                    |
| ---------- | ----------------------- | --------------------------------- | -------------- | ---------------------------------------------- |
| ۱۹۶۲       | ساعت شوم                | La mala hora                      | احمد گلشیری    | انتشارات نگاه، ۱۳۶۲                            |
| ۱۹۶۷       | صد سال تنهایی           | Cien años de soledad              | بهمن فرزانه    | انتشارات امیرکبیر، ۱۳۵۳                        |
| ۱۹۶۷       | صد سال تنهایی           | Cien años de soledad              | رضا دادویی     | انتشارات آمه / آدورا، ۱۳۹۸                     |
| ۱۹۶۷       | صد سال تنهایی           | Cien años de soledad              | کیومرث پارسای  | انتشارات آریابان                               |
| ۱۳۵۸       | پاییز پدرسالار          | El otoño del patriarca            | ح‍س‍ی‍ن م‍ه‍ری           | انتشارات امیرکبیر                              |
| ۱۹۷۵       | پاییز پدرسالار          | El otoño del patriarca            | کیومرث پارسای  | انتشارات آریابان                               |
| ۱۳۹۳       | پاییز پدرسالار          | The autumn of the patriarch       | اسدالله امرایی | نشر ثالث                                       |
| ۱۳۶۵       | پاییز پدرسالار          | El otoño del patriarca            | م‍ح‍م‍د ف‍ی‍روزب‍خ‍ت         | نشر ف‍ردوس                                       |
| ۱۳۸۱       | پاییز پدرسالار          | El otoño del patriarca            | م‍ح‍م‍درض‍ا راه‌ور      | ن‍ش‍ر ش‍ی‍ری‍ن                                           |
| ۱۹۸۵       | عشق سال‌های وبا          | El amor en los tiempos del cólera | کیومرث پارسای  | انتشارات آریابان                               |
| ۱۹۸۵       | عشق سال‌های وبا          | El amor en los tiempos del cólera | بهمن فرزانه    | انتشارات ققنوس                                 |
| ۱۹۸۹       | ژنرال در هزارتوی خود    | El general en su laberinto        | هوشنگ اسدی     | چاپ میهن (کتاب مهناز)، چاپ دوم:۱۳۷۰            |
| ۲۰۰۴       | خاطرات روسپیان غمگین من | Memoria de mis putas tristes      | کاوه میرعباسی  | ۱۳۸۶ (این کتاب پس از انتشار در ایران توقیف شد) |
| ۲۰۲۴       | تا ماه اوت              | En agosto nos vemos               |                |                                                |

### داستان‌های کوتاه
| سال انتشار | نام کتاب                                                | به زبان اسپانیایی                       | مترجم فارسی | ترجمه فارسی |
| ---------- | ------------------------------------------------------- | --------------------------------------- | ----------- | ----------- |
| ۱۹۵۵       | طوفان برگ                                               | La hojarasca                            |             |             |
| ۱۹۶۱       | کسی به سرهنگ نامه نمی‌نویسد                              |                                         | احمد گلشیری |             |
| ۱۹۶۲       | تشییع جنازه مادربزرگ                                    |                                         | احمد گلشیری |             |
| ۱۹۶۸       | زیباترین غریق جهان                                      | the handsomest drowned man in the world | رضا دادویی  |             |
| ۱۹۷۲       | داستان باورنکردنی و غم‌انگیزارندیرا و مادربزرگ سنگدل‌اش   |                                         |             |             |
| ۱۹۸۱       | گزارش یک مرگ                                            |                                         | لیلی گلستان |             |
| ۱۹۹۲       | زائران غریب (مجموعه داستان کوتاه، همچنین با عنوان قدیس) |                                         |             |             |
| ۱۹۹۴       | از عشق و شیاطین دیگر                                    |                                         |             |             |

### غیر داستانی
| سال انتشار | نام کتاب                      | به زبان اسپانیایی | مترجم فارسی   | ترجمه فارسی                     |
| ---------- | ----------------------------- | ----------------- | ------------- | ------------------------------- |
| ۱۹۷۰       | سرگذشت یک غریق                |                   | رضا قیصریه    | کتاب‌های روزگار ما، تابستان ۱۳۵۹ |
| ۱۹۸۲       | بوی خوش گواوا                 |                   |               |                                 |
| ۱۹۸۶       | سفر پنهانی میگل لیتین به شیلی |                   |               |                                 |
| ۱۹۹۶       | گزارش یک آدم‌ربایی             |                   | جاهد جهانشاهی | نشر آگه، ۱۳۷۶                   |
| ۲۰۰۲       | زیستن برای بازگفتن            |                   |               | انتشارات کاروان                 |
| ۱۹۹۰–۲۰۰۰  | یادداشت‌های روزهای تنهایی      |                   | محمدرضا راهور | انتشارات آبگون                  |
| ۲۰۱۸       | رسوایی قرن و دیگر نوشته‌ها     |                   | مهدی نمازیان  | نشر کوله پشتی،۱۳۹۸              |

### مجموعه داستان‌های کوتاه
در ایران چندین مجموعه داستان کوتاه از مارکز به چاپ رسیده که بیشتر آن‌ها از کتاب‌های مختلف وی جمع‌آوری شده‌اند و نسخه مشابهی در کتاب‌های اصلی نویسنده ندارند.
- ۱۳۷۳-پرندگان مرده، احمد گلشیری، انتشارات نگاه
- ۱۳۸۱-روزی همچون روزهای دیگر، نیکتا تیموری، انتشارات آریابان
- ۱۳۸۱-زنی که هرروز راس ساعت ۶ صبح می‌آمد، نیکتا تیموری، انتشارات آریابان
- ۱۳۸۱-قدیس، قهرمان نوری، انتشارات آریابان
- ۱۳۸۵-بهترین داستان‌های کوتاه گابریل گارسیا مارکز، احمد گلشیری، انتشارات نگاه
- ۱۳۸۵-زیباترین غریق جهان (بهترین داستان‌های کوتاه گابریل گارسیا مارکز، رضا دادویی، انتشارات سبزان

### آثار ترجمه شده گارسیا مارکز به فارسی
آثار داستانی
- ساعت شوم چاپ ۱۹۶۳
- صدسال تنهایی چاپ ۱۹۶۷
- پاییز پدرسالار چاپ ۱۹۷۵
- گزارش یک مرگ ۱۹۸۱
- عشق سالهای وبا چاپ ۱۹۸۵
- ژنرال در هزار توی خود چاپ ۱۹۸۹
- خاطرات روسپیان غمگین من چاپ ۲۰۰۴

آثارغیر داستانی
- زیباترین غریق جهان چاپ ۱۹۷۰
- بوی خوش گواوا چاپ ۱۹۸۰
- سفر پنهانی میگل لیتین به شیلی
- گزارش یک آدم‌ربایی چاپ ۱۹۹۶
- زنده‌ام که روایت کنم چاپ ۲۰۰۲
- یادداشت‌های روزهای تنهایی چاپ ۲۰۰۰
- رسوایی قرن و دیگر نوشته‌ها چاپ ۲۰۱۸